# Rasoi
Pour plus de détails, voir Fiche technique et Distribution.
Rasoi est un moyen-métrage dramatique italien réalisé par Mario Martone et sorti en 1993.
Il s'agit d'une adaptation de la pièce de théâtre homonyme écrite par Enzo Moscato en 1991, qui met en vedette Toni Servillo et Moscato lui-même.

## Fiche technique
- Titre italien original : Rasoi[1]
- Réalisateur : Mario Martone
- Scénario : Mario Martone, Toni Servillo, Enzo Moscato d'après sa pièce de théâtre homonyme créée en 1991.
- Décors : Matella Raboni
- Production : Angelo Curti (it)
- Société de production : Teatri Uniti (it)
- Pays de production :  Italie
- Langue originale : italien
- Format : Couleurs
- Durée : 55 minutes
- Genre : Drame
- Dates de sortie :
  - Italie : juillet 1993 (Festival du film de Taormine) ; 18 mars 1994 (sortie nationale)

## Distribution
- Toni Servillo : le guappo
- Enzo Moscato : le chanteur
- Marco Manchisi : le scugnizzo en sous-vêtements
- Tonino Taiuti : l'aveugle
- Vincenza Modica : l'insomniaque
- Iaia Forte : la reine
- Licia Maglietta : la Madone
- Gino Curcione : le cuisinier
- Isacco Esposito : Le roi Bomba